# Nisís Ledoú
Nisís Ledoú är en ö i Grekland.   Den ligger i regionen Attika, i den sydöstra delen av landet, 40 km väster om huvudstaden Aten. Arean är 0,13 kvadratkilometer.
Terrängen på Nisís Ledoú är platt. Öns högsta punkt är 14 meter över havet. 